# Pazarlar
Pazarlar ist eine Stadt und Hauptort des gleichnamigen Landkreises der türkischen Provinz Kütahya. Die Stadt liegt etwa 90 Kilometer Luftlinie (125 Straßenkilometer) südwestlich der Provinzhauptstadt Kütahya. Der Ort wurde 1958 zur Gemeinde hochgestuft.
Der Landkreis ist der kleinste der Provinz und liegt im Südwesten dieser. Er grenzt im Nordwesten und Westen an den Kreis Simav, im Osten an den Kreis Şaphane und im Süden an den Kreis Selendi (Provinz Manisa). Etwa drei Kilometer westlich der Kreisstadt liegt der Stausee Pazarlar Göleti.
Der Kreis wurde 1987 aus dem südöstlichen Teil des Kreises Simav gebildet (Gesetz Nr. 3644). 13 Dörfer aus dem Bucak Merkez und die Gemeinde Pazarlar (1985: 3610 Einw.) wurden dafür abgetrennt. Nach der Eigenständigkeit zählte der Kreis zur ersten Volkszählung 1990 13.079 Einwohner, davon 3846 in der Kreisstadt.
Ende 2020 bestand der Landkreis Pazarlar neben der Kreisstadt aus sieben Gemeinden mit durchschnittlich 277 Bewohnern. Das Spektrum der Einwohnerzahlen reicht von 791 (Sofular) bis 47 (Tepeköy), fünf Dörfer haben weniger Einwohner als der Durchschnitt. Mit seiner Bevölkerungsdichte von 42,5 reicht der Kreis nahezu an den Provinzwert (49,6 Einw. je km²) heran.

## Trivia
Die im Wappen dargestellte Pazarlar-Kirsche ist als "Kütahya Pazarlar-Kirsche" registriert.